# Activision
Activision és una empresa de videojocs estatunidenca. Va ser el primer desenvolupador i distribuïdor independent d'aquest tipus de jocs, fundat l'1 d'octubre de 1979. Els seus primers productes van ser cartutxos per a la videoconsola Atari 2600, i en l'actualitat és la tercera major distribuïdora de videojocs.

## Història
Abans de la formació d'Activision, els videojocs eren publicats exclusivament pels fabricants dels sistemes pels quals eren dissenyats. Per exemple, Atari era l'únic distribuïdor de jocs per a l'Atari 2600. Això era especialment mortificador per als desenvolupadors de jocs, ja que no rebien compensació econòmica pels jocs que no es venien bé, i ni tan sols eren acreditats en els manuals. Després de veure com diversos jocs es convertien en supervendes, un grup de programadors van decidir que ja n'hi havia prou i van abandonar.
Activision va ser el primer distribuïdor independent per a l'Atari 2600. L'empresa va ser fundada per l'executiu de la indústria discogràfica Jim Levy i els ex programadors d'Atari David Crane, Larry Kaplan, Alan Miller i Bob Whitehead. Levy va adoptar l'estratègia de promocionar els creadors de jocs juntament amb els mateixos jocs. Llavors, al principi de 1980, Activision va publicar els seus primers quatre jocs: Checkers, Skiing, Dragster i Boxing.
La marxa dels quatre programadors, els títols suposaven més de la meitat de les vendes de cartutxos d'Atari en aquell moment, va suposar l'inici d'accions legals entre les dues empreses que no van acabar de resoldre's fins a 1982. Quan el mercat de consoles de videojocs va començar a declinar, Activision es va diversificar, produint jocs per a ordinadors personals i adquirint empreses més petites.
El 1982, Activision va llançar Pitfall!, Que és considerat per molts el primer videojoc de plataformes així com el títol més venut per a l'Atari 2600. Encara que la destresa tècnica de l'equip ja havia estat demostrada, va ser Pitfall!, el que els va convertir en un èxit enorme. Això va provocar no només una legió de còpies, incloent-hi versions per arcade, sinó que pot també dir que va iniciar tot el gènere de plataformes, que es va convertir en una part principal dels videojocs durant els anys 1980.

## Seu central a Santa Mònica, Califòrnia
El 1985, Activision es va fusionar amb el pioner de les aventures conversacionals Infocom, que en aquells dies tenia problemes. Jim Levy era un gran fan dels jocs d'Infocom i volia que l'empresa tirés endavant. No obstant això, uns sis mesos després Bruce Davis va prendre el comandament com a CEO d'Activision. Davis va estar contra la fusió des del principi i gestionar Infocom amb mà dura. També va obligar a fer canvis de màrqueting, el que va fer que les vendes dels seus jocs s'enfonsés. Finalment, el 1989, després de diversos anys de pèrdues, Activision va tancar l'estudi d'Infocom a Cambridge, Massachusetts fent a només 11 dels 26 empleats una oferta de trasllat a la seu central d'Activision a Silicon Valley, que cinc acceptar.
El 1988 Activision va començar a involucrar-se en altres tipus de programari a part dels videojocs, com ara aplicacions ofimàtiques. Com a resultat, va canviar el seu nom corporatiu a Mediagenic per tenir un nom que representaria globalment tots els seus camps d'activitat. A banda d'aquest canvi, Mediagenic va seguir fent un enorme ús de la marca Activision en els seus videojocs per a les diverses plataformes per a les quals els editava, notablement NES, Sega Master System, Atari 7800, Commodore 64 i Amiga. La decisió de l'empresa d'endinsar-se en diversos camps a costa dels videojocs va resultar ser un moviment tan dolent que el 1992 Mediagenic es va declarar en fallida. La primera Activision havia «mort».

## La nova Activision
El fracàs de Mediagenic va acabar amb una reorganització i fusió amb The Disc Company, i Mediagenic el comprador. Després de superar la fallida, Mediagenic va canviar oficialment el seu nom de nou a Activision el desembre de 1992. En aquest moment Activision va traslladar la seva seu central de Silicon Valley al sud de Califòrnia. Mentre superava la fallida, va continuar desenvolupant jocs per a PC i videoconsoles i reprendre les adquisicions estratègiques. Activision va decidir des d'aleshores concentrar-se només en el negoci dels videojocs. El 1991 Activision recopilar 20 jocs antics d'Infocom en una col·lecció en CD-ROM titulada The Lost Treasures of Infocom, deixant fora la majoria dels «feelies» pels quals Infocom va ser famosa. L'èxit d'aquest recull va fer que el 1992 es publicaran altres 11 jocs més d'Infocom sota el títol de The Lost Treasures of Infocom II. El 2003 Activision, juntament amb altres distribuïdors de videojocs, va ser investigada per la Securities and Exchange Commission causa de les seves pràctiques comptables, concretament per l'ús de la «reserva de retorn" per presumptament maquillar els resultats trimestrals. El 2004 l'empresa va celebrar el seu 25 aniversari, i va declarar que havia comptabilitzat guanys rècord en el dotzè any consecutiu d'ingressos ascendents. El 2006 Activision va aconseguir la llicència per desenvolupar videojocs basats en la saga de James Bond. Un acord exclusiu entre Activision i MGM (propietària dels drets) entra en vigor el setembre de 2007. El 2 de desembre 2007 Activision anuncia la seva fusió amb Blizzard Entertainment, propietat de Vivendi Games, donant origen a la nova empresa Activision Blizzard. Blizzard Entertainment continuarà operant com una divisió d'aquesta nova empresa.